# Gare de Szárföld
La gare de Szárföld (en hongrois : Szárföld vasútállomás) est une halte ferroviaire hongroise, située à Szárföld.